# Neophellia mutsuensis
Neophellia mutsuensis is een zeeanemonensoort uit de familie Isanthidae.
Neophellia mutsuensis is voor het eerst wetenschappelijk beschreven door Uchida in 1939.